# Hemitonga viridipennis
Hemitonga viridipennis är en insektsart som beskrevs av Schmidt 1911. Hemitonga viridipennis ingår i släktet Hemitonga och familjen sköldstritar. Inga underarter finns listade i Catalogue of Life.